# Roman Michałowicz

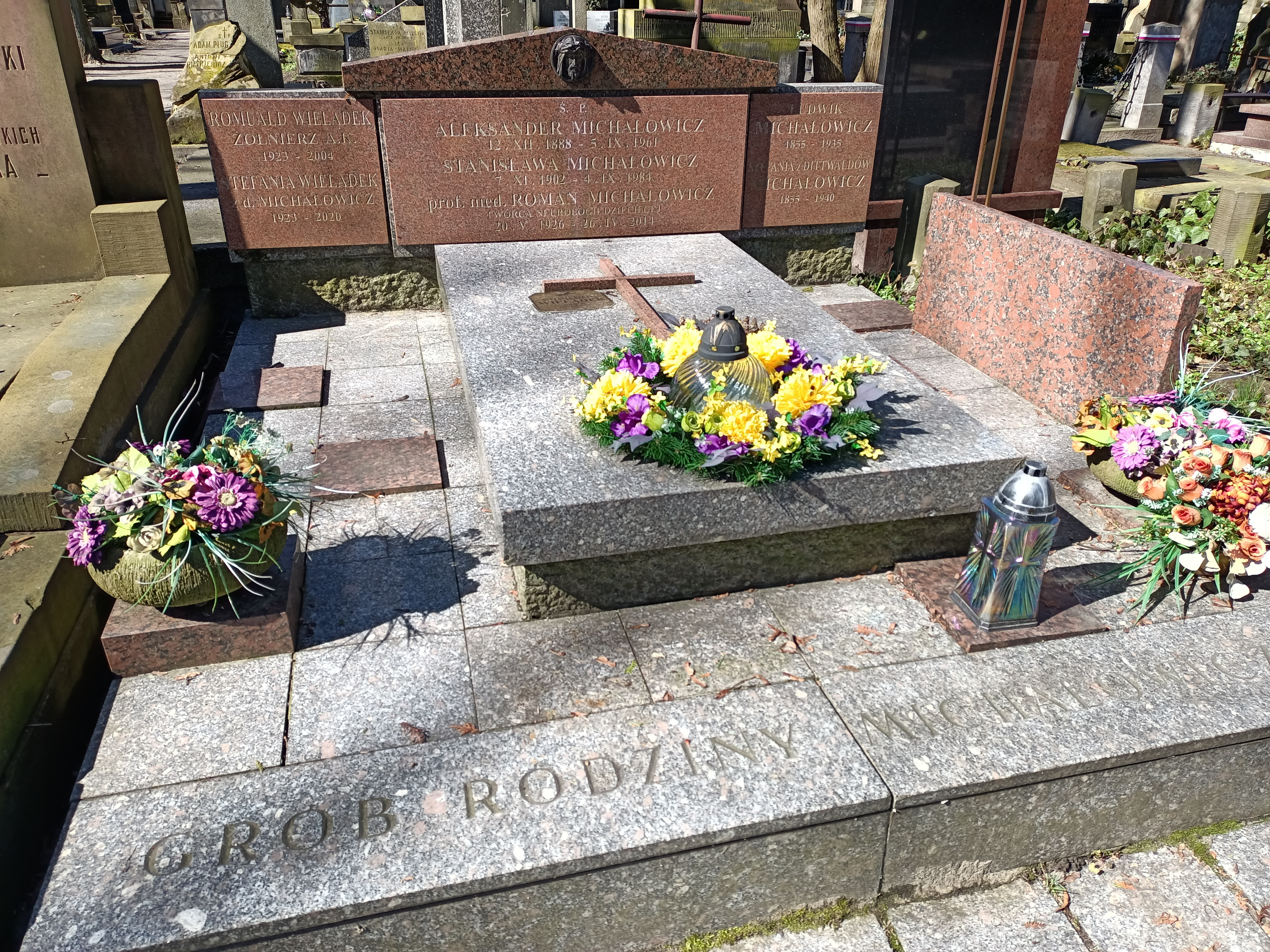
Grób Romana Michałowicza na cmentarzu Powązkowskim

Roman Michałowicz (ur. 1926, zm. 26 kwietnia 2014 w Warszawie) – polski neurolog-pediatra, prof. dr. hab. n. med. Warszawskiego Uniwersytetu Medycznego.

## Życiorys
Absolwent Wydziału Lekarskiego Uniwersytetu Marii Curie-Skłodowskiej w Lublinie. Specjalizował się z zakresu neurologii dziecięcej, ze szczególnym naciskiem na dziecięce porażenie mózgowe. Roman Michałowicz był autorem lub współautorem licznych publikacji, książek oraz podręczników dla studentów medycyny. Przez wiele lat był związany z Kliniką Neurologii Wieku Rozwojowego Śląskiego Uniwersytetu Medycznego w Katowicach, a następnie kierował Kliniką Neurologii Instytutu "Pomnik Centrum Zdrowia Dziecka".
Członek Polskiego Towarzystwa Neurologów Dziecięcych. Członek Rady Fundacji Epileptologii.
Roman Michałowicz był jednym z autorów haseł Polskiego Słownika Medycznego, wydanego w 1981 r. przez Polską Akademię Nauk i Państwowe Zakłady Wydawnictw Lekarskich.
Pochowany na cmentarzu Powązkowskim w Warszawie.

## Publikacje
- "Wybrane zagadnienia z neurologii dziecięcej" (Państwowe Zakłady Wydawnictw Lekarskich, 1971),
- "Leczenie padaczki u dzieci" (z B. Wiszczor-Adamczyk, Państwowe Zakłady Wydawnictw Lekarskich, 1976),
- "Choroby układu nerwowego dzieci i młodzieży" (z Jadwigą Ślenzak, PWN, 1982),
- "Neurologia dziecięca" (z Sergiuszem Jóźwiakiem, Elsevier Urban & Partner, 2000),
- "Mózgowe porażenie dziecięce" (Państwowe Zakłady Wydawnictw Lekarskich, 2001).